# Nybergssjön, Närke
Nybergssjön är en sjö i Lekebergs kommun i Närke och ingår i Norrströms huvudavrinningsområde.